# Iota Draconis
Iota Draconis, nomeada como Edasich, é uma estrela na direção da constelação de Draco. Possui uma ascensão reta de 15h 24m 55.78s e uma declinação de +58° 57′ 57.7″. Sua magnitude aparente é igual a 3.29. Considerando sua distância de 102 anos-luz em relação à Terra, sua magnitude absoluta é igual a 0.81. Pertence à classe espectral K2III. Possui um planeta confirmado.